# SCM (Scheme实现)
SCM 是Scheme编程语言的一种方言。它是由Aubrey Jaffer用C写成，他还是SLIB Scheme库和JACAL交互式计算机代数（符号式数学）程序的作者。它遵守了IEEE 1178和R5RS标准。它是在GNU宽通用公共许可证（LGPL）下发行的自由及开放源代码软件。
SCM运行在很多不同的操作系统上，比如AmigaOS（还有模拟器）、Linux、Atari ST、macOS（SCM Mac）、DOS、OS/2、NOS/VE、UNICOS、VMS、Unix及类似系统。
SCM包括了Hobbit，它是最初由Tanel Tammet在2002年书写的一个Scheme-to-C编译器。它生成的C文件的二进制形式可以被动态的或静态的的连接于SCM可执行文件。SCM包括可连接的用于针对SLIB特征的模块，就像序列比较、数组、记录、字节-数转换，和用于可移植操作系统接口（POSIX）系统调用和网络套接字、Readline、curses和Xlib的模块。
在一些平台上，SCM支持unexec（为Emacs和bash开发），它从一个运行的SCM转储可执行的映像。这可被SCM用于快速启动。
SCM是在大约1990年从Scheme In One Defun（SIOD）开发而来。GNU Guile在1993年从SCM开始开发。

## 引用
1. ↑  . 2024年2月6日  [2024年2月16日] （英語）.
2. ↑  Jaffer, Aubrey.  (PDF). MIT Computer Science and Artificial Intelligence Laboratory. Massachusetts Institute of Technology. （原始内容存档 (PDF)于2022-01-15）.
3. ↑  Jaffer, Aubrey. . MIT Computer Science and Artificial Intelligence Laboratory. Massachusetts Institute of Technology. （原始内容存档于2021-11-06）.
4. ↑  Jaffer, Aubrey.  (PDF). MIT Computer Science and Artificial Intelligence Laboratory. Massachusetts Institute of Technology. （原始内容存档 (PDF)于2022-01-01）.